# Aja-gbe
Pour les articles homonymes, voir Aja.
Ne doit pas être confondu avec Aja (langue).
L'aja-gbe, ou aja, est une langue gbe employée par les Aja (ou Adja), soit près de 550 000 personnes, dont 360 000 au Bénin en 2006 et 190 000 au Togo en 2012. Elle est la plus parlée parmi les langues nationales au Bénin.

## Classification
L’aja-gbe appartient aux langues gbe, un sous-groupe de la grande famille des langues nigéro-congolaises. Les langues gbe forment un continuum linguistique et peuvent être considérées comme des dialectes d’une même langue ou comme des langues très proches.

## Répartition géographique
Au Bénin, l’aja-gbe est parlé dans le Sud-Ouest :
- dans le département du Couffo dans les six communes : Aplahoué, Djakotomey, Dogbo, Klouékanmè, Lalo, Toviklin ;
- dans le département du Mono dans les communes d’Athiémé , Lokossa et Houéyogbé ;
- dans le département du Zou dans les communes de Agbangnizoun et Djidja.

Au Togo, l’aja-gbe est parlé dans le Sud-Est :
- dans la Région des plateaux dans les préfectures de Agou, Haho, et Moyen Mono ;
- dans la Région maritime dans  les préfectures de Yoto.

## Écriture
L’orthographe aja est défini dans l’Alphabet des langues nationales du Bénin.
| Alphabet   | Alphabet | Alphabet | Alphabet | Alphabet | Alphabet | Alphabet | Alphabet | Alphabet | Alphabet | Alphabet | Alphabet | Alphabet | Alphabet | Alphabet | Alphabet | Alphabet | Alphabet | Alphabet | Alphabet | Alphabet | Alphabet | Alphabet | Alphabet | Alphabet | Alphabet | Alphabet | Alphabet | Alphabet | Alphabet | Alphabet | Alphabet | Alphabet | Alphabet | Alphabet | Alphabet |
| ---------- | -------- | -------- | -------- | -------- | -------- | -------- | -------- | -------- | -------- | -------- | -------- | -------- | -------- | -------- | -------- | -------- | -------- | -------- | -------- | -------- | -------- | -------- | -------- | -------- | -------- | -------- | -------- | -------- | -------- | -------- | -------- | -------- | -------- | -------- | -------- |
| majuscules | A        | B        | C        | D        | Ɖ        | E        | Ɛ        | F        | G        | GB       | Ɣ        | H        | I        | J        | K        | KP       | L        | M        | N        | NY       | Ŋ        | O        | Ɔ        | P        | R        | S        | SH       | T        | U        | V        | W        | X        | Y        | Z        | Ʒ        |
| minuscules | a        | b        | c        | d        | ɖ        | e        | ɛ        | f        | g        | gb       | ɣ        | h        | i        | j        | k        | kp       | l        | m        | n        | ny       | ŋ        | o        | ɔ        | p        | r        | s        | sh       | t        | u        | v        | w        | x        | y        | z        | ʒ        |

## Prononciation

### Voyelles
|           | Antérieur | Postérieur |
| --------- | --------- | ---------- |
| Fermé     | i, ĩ      | u, ũ       |
| Mi-fermé  | e         | o          |
| Mi-ouvert | ɛ, ɛ̃      | ɔ, ɔ̃       |
| Ouvert    | a, ã      |            |

### Consonnes
|           | Bilabial | Bilabial | Labio- dental | Labio- dental | Alvéolaire | Alvéolaire | Post- -alvéolaire | Post- -alvéolaire | Rétroflexe | Rétroflexe | Palatal | Palatal | Vélaire | Vélaire | Labio- vélaire | Labio- vélaire | Uvulaire | Uvulaire | Glottale | Glottale |
| --------- | -------- | -------- | ------------- | ------------- | ---------- | ---------- | ----------------- | ----------------- | ---------- | ---------- | ------- | ------- | ------- | ------- | -------------- | -------------- | -------- | -------- | -------- | -------- |
| Occlusif  | p        | b        |               |               | t          | d          |                   |                   |            | ɖ          |         |         | k       | ɡ       | k͡p             | ɡ͡b             |          |          | (ʔ)      | (ʔ)      |
| Affriquée |          |          |               |               |            |            | t͡ʃ                | d͡ʒ                |            |            |         |         |         |         |                |                |          |          |          |          |
| Nasal     |          | m        |               |               |            | n          |                   |                   |            |            |         | ɲ       |         | ŋ       |                |                |          |          |          |          |
| Fricatif  |          |          | f             | v             | s          | z          | ʃ                 |                   |            |            |         |         |         | ɣ       |                |                | χ        | ʁ        |          |          |
| Spirant   |          |          |               |               |            | l          |                   |                   |            |            |         | j       |         |         |                | w              |          |          |          |          |